# 洗百病

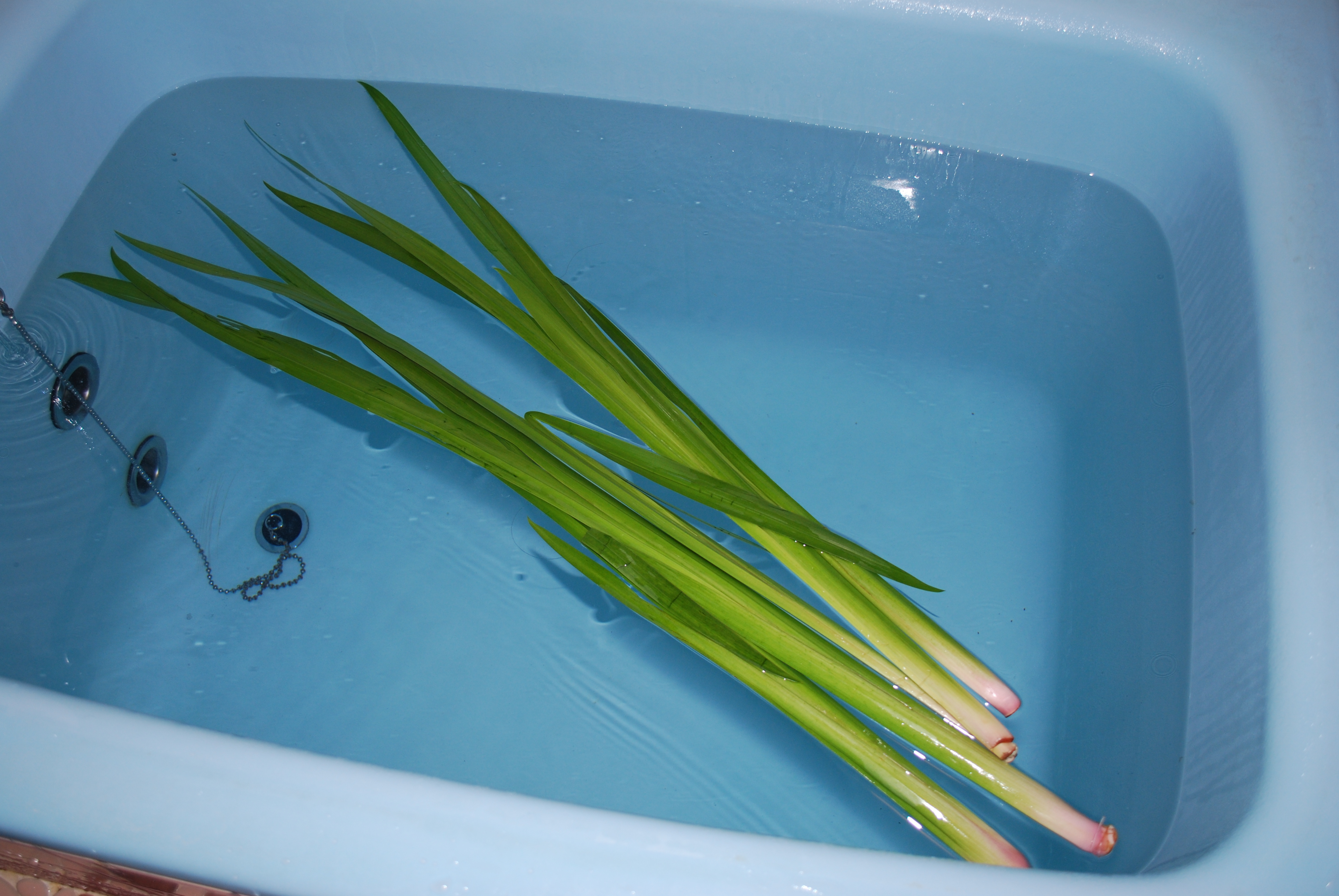
菖蒲煮水入浴

洗百病是端午節的習俗，流行於中國南方、日本、朝鮮半島，農曆五月，將艾草和菖蒲等草藥煮水，全家男女老少皆用來浴擦身，有「洗了艾草浴，一年身上好」之諺語。據現今科學的分析，每年中國的南方，從農曆初五的端午開始，天氣就變得炎熱潮濕，大利各類病菌惡菌高速生長，很多人稍不注意衛生，便感染病毒，故此古時稱農曆五月為「惡月」。在此「惡月」始，民間不論男女老少都專用最殺菌、美膚和健膚的艾草和菖蒲泡水洗澡，專除全身大小病菌。又因艾草以怯人體寒濕、通經活絡著名，故「艾浴」亦有防病養生之效。

## 艾草浴
用艾草洗澡是一種千年習俗、醫書載，「艾草浴」有驅寒氣、濕氣、除菌、止癢、潤膚、活血、通絡的好處，所以也有諺語謂「洗了艾草浴，一年身上好」。時至今天的香港，已難買到新鮮的艾草。